# Нижнематрёнский сельсовет
Нижнематрёнский сельсовет — сельское поселение в Добринском районе Липецкой области Российской Федерации.
Административный центр — село Нижняя Матрёнка.

## История
Статус и границы сельского поселения установлены Законом Липецкой области от 23 сентября 2004 года № 126-ОЗ «Об установлении границ муниципальных образований Липецкой области»

## Население
| 2010  | 2012  | 2013  | 2014  | 2015  | 2016  | 2017  |
| ----- | ----- | ----- | ----- | ----- | ----- | ----- |
| 1151  | ↘1143 | ↘1131 | ↗1151 | ↘1122 | ↘1114 | ↗1150 |
| 2018  | 2021  |       |       |       |       |       |
| ↘1096 | ↘1056 |       |       |       |       |       |

## Состав сельского поселения
| № | Населённый пункт | Тип населённого пункта       | Население |
| - | ---------------- | ---------------------------- | --------- |
| 1 | Красная Рада     | деревня                      | 31        |
| 2 | Курлыковка       | деревня                      | 2         |
| 3 | Нижняя Матрёнка  | село, административный центр | 744       |
| 4 | Ольховка         | село                         | 374       |